# Saint-Jean-la-Poterie
Saint-Jean-la-Poterie (Gallo Saent-Jan-la-Poteriy, bretonisch Sant-Yann-ar-Wern) ist eine französische Gemeinde mit 1.430 Einwohnern (Stand 1. Januar 2022) im Département Morbihan in der Region Bretagne. Saint-Jean-la-Poterie gehört zu den Gemeinden, in denen Gallo gesprochen wurde.

## Geographie
Die Gemeinde Saint-Jean-la-Poterie liegt rund drei Kilometer westlich von Redon im Südosten des Départements Morbihan und gehört zum Gemeindeverband Redon Agglomération.
Nachbargemeinden sind Saint-Perreux im Nordosten, Redon im Osten, Rieux im Südosten und Süden sowie Allaire im Westen.
Der Ort liegt unweit von Straßen für den überregionalen Verkehr.
Die bedeutendsten Gewässer sind die Flüsse Oust und Arz und der Bach Brochardais. Entlang dieser Wasserläufe verläuft teilweise die Gemeindegrenze.

## Bevölkerungsentwicklung
| Jahr                       | 1962 | 1968 | 1975 | 1982 | 1990 | 1999 | 2006 | 2012 | 2019 |
| Einwohner                  | 959  | 1077 | 1199 | 1252 | 1394 | 1337 | 1455 | 1526 | 1469 |
| Quellen: Cassini und INSEE |      |      |      |      |      |      |      |      |      |

## Sehenswürdigkeiten
- Kirche Saint-Jean-Baptiste aus dem Jahr 1850, mit Kreuz auf dem Friedhof
- Herrenhaus von La Ricardais aus dem Jahr 1711
- Häuser in Gara (1721) und La Poterie (1906; heute Museum)
- Öffentliches Waschhaus in Le Gatais
- Ofen für Töpferwaren
- Überreste der Kirche Saint-Jean-des-Marais aus dem 14. und 15. Jahrhundert

Quelle:

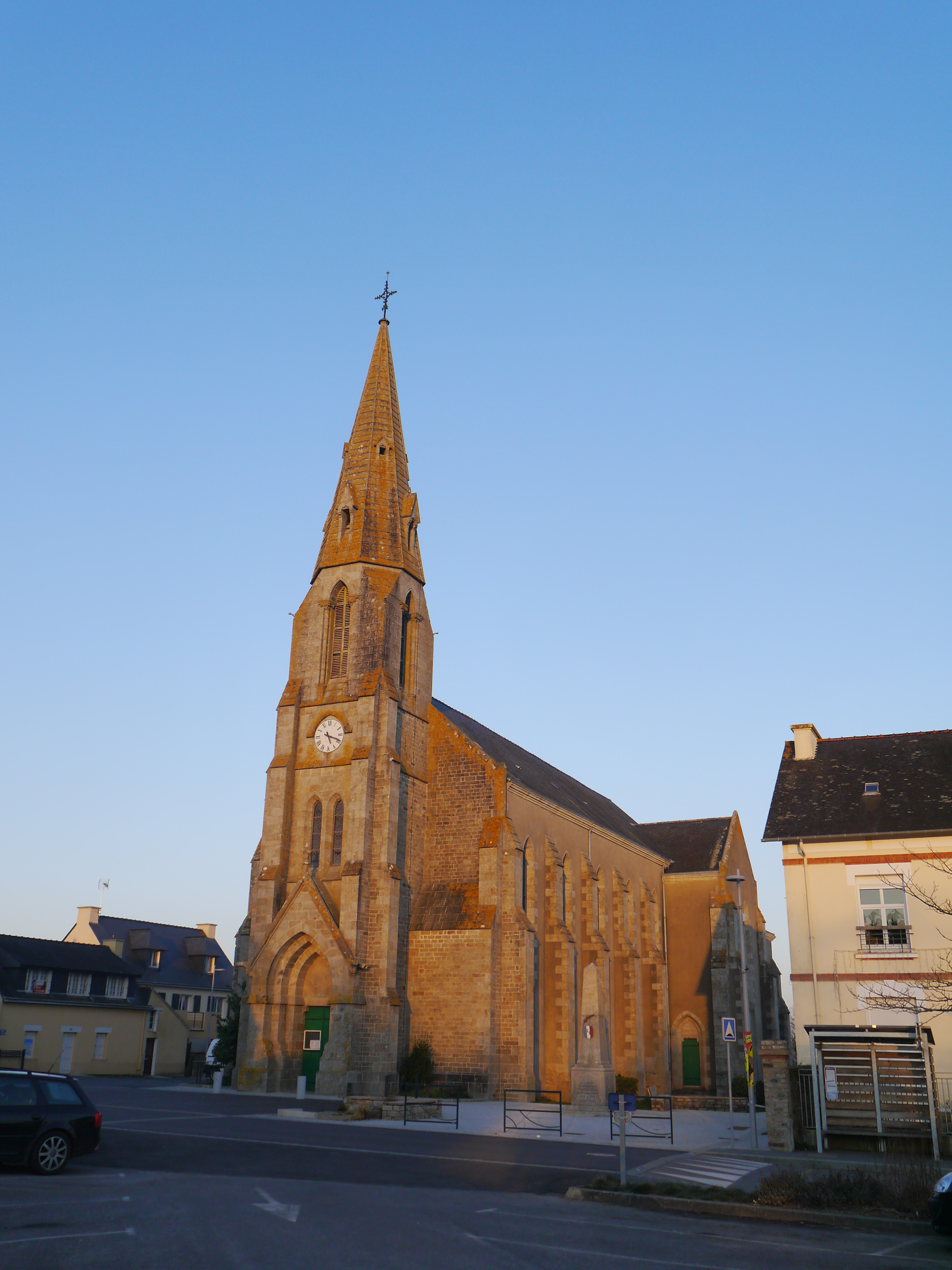
Kirche Saint-Jean-Baptiste
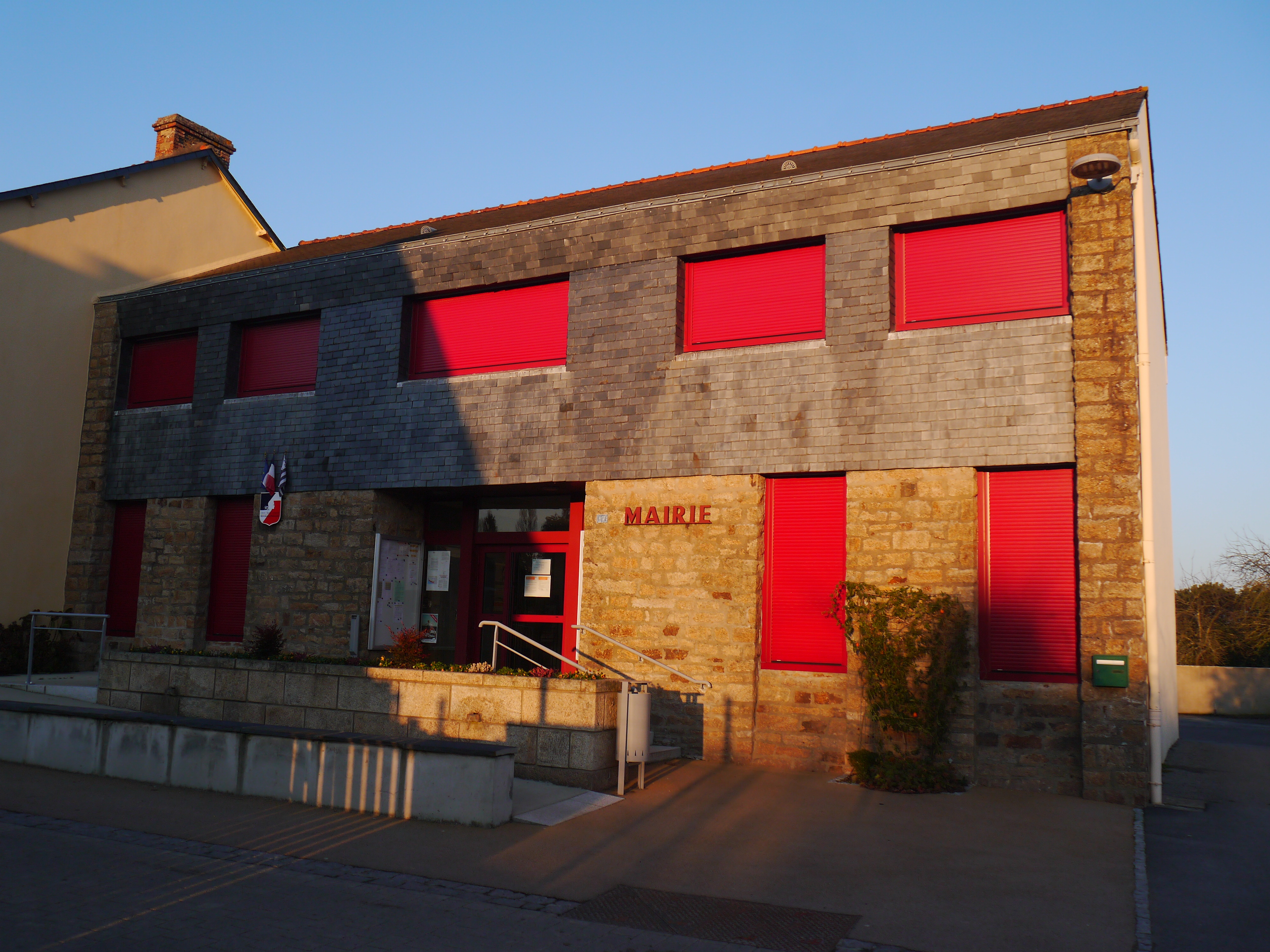
Rathaus (Mairie)